# Copa de Westfalia
La Copa de Westfalia (en alemán: Westfalenpokal), llamada Krombacher-Pokal por razones de patrocinio, es una de las 21 competiciones regionales que conforman la Copa Asociación Alemana, en la que el campeón logra la clasificación a la Copa de Alemania, la copa de fútbol más importante del país.

## Historia
La copa fue creada en 1981 y es organizada por la Asociación de Fútbol de Westfalia, aunque antes de esa fecha se jugaba un torneo similar de manera informal del cual no hay mucha información a excepción de algunos campeones en aquellos años:
- 1908: Arminia Bielefeld
- 1932: Arminia Bielefeld
- 1943: FC Schalke 04
- 1944: FC Schalke 04
- 1947: Borussia Dortmund

Desde su fundación la copa se ha realizado sin interrupciones y en ella no pueden participar los equipos profesionales al estar ellos ya clasificados a la Copa de Alemania, mientras que los equipos de la 3. Bundesliga hacia abajo solo los que pueden jugar en ella.
Desde 2009 los equipos filiales no pueden participar en la copa y el campeón logra la clasificación a la primera ronda de la Copa de Alemania.

## Ediciones anteriores
| Año  | Campeón               | Finalista                  | Resultado       |
| ---- | --------------------- | -------------------------- | --------------- |
| 1982 | Rot-Weiß Lüdenscheid  | 1. FC Paderborn            | 2–0             |
| 1983 | Rot-Weiß Lüdenscheid  | SC Herford                 | 2–0 AET         |
| 1984 | SC Herford            | 1. FC Paderborn            | 3–1             |
| 1985 | TuS Paderborn-Neuhaus | 1. FC Achternberg          | 4–2             |
| 1986 | DSC Wanne-Eickel      | FC Gütersloh               | 2–1             |
| 1987 | SpVgg Erkenschwick    | Preußen Münster            | 2–1             |
| 1988 | TBV Lemgo             | SV Ottfingen               | 4–1             |
| 1989 | VfR Sölde             | FC Gütersloh               | 2–1             |
| 1990 | ASC Schöppingen       | DSC Wanne-Eickel           | 5–0             |
| 1991 | Arminia Bielefeld     | Borussia Dortmund Amateure | 6–1             |
| 1992 | SC Verl               | SpVgg Beckum               | 2–1             |
| 1993 | SpVgg Erkenschwick    | Rot-Weiß Lüdenscheid       | 3–1             |
| 1994 | TuS Paderborn-Neuhaus | FC Schalke 04 Amateure     | 4–2             |
| 1995 | SpVgg Beckum          | SpVgg Erkenschwick         | 412             |
| 1996 | TuS Paderborn-Neuhaus | SpVgg Erkenschwick         | 4–1             |
| 1997 | Preußen Münster       | TSG Dülmen                 | 4–1             |
| 1998 | LR Ahlen              | Preußen Münster            | 2–1             |
| 1999 | SC Verl               | SC Paderborn 07            | 2–1             |
| 2000 | SC Paderborn 07       | SG Wattenscheid 09         | 2–0             |
| 2001 | SC Paderborn 07       | FC Schalke 04 Amateure     | 2–11            |
| 2002 | SC Paderborn 07       | Sportfreunde Siegen        | 3–1             |
| 2003 | FC Eintracht Rheine   | Sportfreunde Siegen        | 2–1             |
| 2004 | SC Paderborn 07       | SG Wattenscheid 09         | 3–2             |
| 2005 | Sportfreunde Siegen   | VfL Bochum Amateure        | 0–0 AET (5–3 P) |
| 2006 | Westfalia Herne       | Delbrücker SC              | 6–4             |
| 2007 | SC Verl               | Rot Weiss Ahlen            | 4–2             |
| 2008 | Preußen Münster       | VfB Fichte Bielefeld       | 3–0 AET         |
| 2009 | Preußen Münster       | Sportfreunde Lotte         | 3–1 AET         |
| 2010 | Preußen Münster       | SC Verl                    | 4–1             |
| 2011 | SC Wiedenbrück 2000   | Rot Weiss Ahlen            | 3–1             |
| 2012 | Arminia Bielefeld     | Preußen Münster            | 2–0             |
| 2013 | Arminia Bielefeld     | SC Wiedenbrück 2000        | 3–1             |
| 2014 | Preußen Münster       | Sportfreunde Siegen        | 3–0             |
| 2015 | Sportfreunde Lotte    | SC Verl                    | 0–0 AET (4–3 P) |
| 2016 | SG Wattenscheid 09    | Rot Weiss Ahlen            | 3–0             |
| 2017 | SC Paderborn 07       | Sportfreunde Lotte         | 3–1             |
| 2018 | SC Paderborn 07       | TuS Erndtebrück            | 4–2             |
| 2019 | SV Rödinghausen       | SC Wiedenbrück             | 2–1             |
| 2020 | RSV Meinerzhagen      | SV Schermbeck              | 2–0             |

- Fuente:[2]

## Rangliste
| Club                 | Títulos | Años                                                 |
| -------------------- | ------- | ---------------------------------------------------- |
| SC Paderborn 07      | 9       | 1985, 1994, 1996, 2000, 2001, 2002, 2004, 2017, 2018 |
| Preußen Münster      | 5       | 1997, 2008, 2009, 2010, 2014                         |
| Arminia Bielefeld    | 3       | 1991, 2012, 2013                                     |
| SC Verl              | 3       | 1992, 1999, 2007                                     |
| Rot-Weiß Lüdenscheid | 2       | 1982, 1983                                           |
| SpVgg Erkenschwick   | 2       | 1987, 1993                                           |
| SC Herford           | 1       | 1984                                                 |
| DSC Wanne-Eickel     | 1       | 1986                                                 |
| TBV Lemgo            | 1       | 1988                                                 |
| VfR Sölde            | 1       | 1989                                                 |
| ASC Schöppingen      | 1       | 1990                                                 |
| SpVg Beckum          | 1       | 1995                                                 |
| Rot Weiss Ahlen      | 1       | 1998                                                 |
| FC Eintracht Rheine  | 1       | 2003                                                 |
| Sportfreunde Siegen  | 1       | 2005                                                 |
| Westfalia Herne      | 1       | 2006                                                 |
| SC Wiedenbrück       | 1       | 2011                                                 |
| Sportfreunde Lotte   | 1       | 2015                                                 |
| SG Wattenscheid 09   | 1       | 2016                                                 |
| SV Rödinghausen      | 1       | 2019                                                 |
| RSV Meinerzhagen     | 1       | 2020                                                 |